# Heinz Strüning

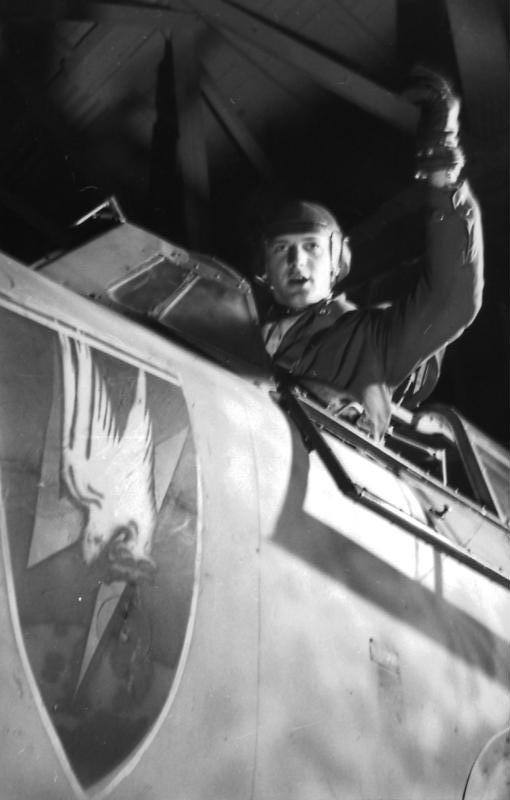
Heinz Strüning em 1943.

Heinz Strüning (13 de janeiro de 1912 - 24 de dezembro de 1944) foi um aviador militar alemão da Luftwaffe durante a Segunda Guerra Mundial, um ás de combate nocturno a quem são atribuídas 56 vitórias aéreas noturnas em 280 missões de combate.
Todas as suas vitórias foram alcançadas na Frente Ocidental em missões de Defesa do Reich contra o Comando de Bombardeiros da Força Aérea Real. Ele foi abatido e morto em combate na véspera de Natal de 24 de dezembro de 1944.

## Resumo de carreira

### Vitórias aéreas
Foreman, Parry e Matthews, autores de Luftwaffe Night Fighter Claims 1939-1945, realizaram pesquisas nos Arquivos Federais Alemães e encontraram registros de 56 reivindicações de vitórias noturnas. Matthews e Foreman também publicaram Luftwaffe Aces - Biografias e Reivindicações de Vitória, listando Strüning com 56 vitórias aéreas conquistadas em 280 missões de combate.

### Prémios
- Cruz de Ferro (1939)
  - 2.ª Classe (15 de julho de 1940)[3]
  - 1.ª Classe (25 de novembro de 1940)[3]
- Escudo de Narvik (30 de janeiro de 1941)[4]
- Troféu de honra da Luftwaffe (Ehrenpokal der Luftwaffe) em 12 de junho de 1941 como Feldwebel num Nachtjagdgeschwader[5]
- Cruz Germânica em Ouro em 10 de julho de 1942 como Oberfeldwebel na Ergänzungsstaffel/Nachtjagdgeschwader 2[6]
- Distintivo de Ferido em preto (10 de setembro de 1943)[7]
- Distintivo de Voo do Fronte da Luftwaffe para Combate Nocturno em ouro com flâmula (31 de maio de 1944)[7]
- Cruz de Cavaleiro da Cruz de Ferro com Folhas de Carvalho
  - Cruz de Cavaleiro em 29 de outubro de 1942 como Leutnant da Reserva e piloto no 3./Nachtjagdgeschwader 1[8][nota 2]
  - 528.ª Folhas de Carvalho em 20 de julho de 1944 como Hauptmann da Reserva e Staffelkapitän do 3./Nachtjagdgeschwader 1[10][nota 3]